# Rivière du Petit Mécatina
La rivière du Petit Mécatina est un cours d'eau de la Côte-Nord au Québec. Elle se jette dans le golfe du Saint-Laurent près de Tête-à-la-Baleine, un village de la basse Côte-Nord situé à environ 500 km à l'est de Sept-Îles.

## Description
D'une longueur de 545 km, la rivière prend sa source à l'est du lac Aticonac dans les hauts plateaux du Labrador dans la province de Terre-Neuve-et-Labrador. La source est près de la ligne de partage des eaux des bassins de l'Atlantique et du Saint-Laurent. À partir de sa source, elle serpente généralement en direction sud-est pour bifurquer vers le sud en direction du golfe du Saint-Laurent. La dénivellation totale de la rivière est estimée à 611 m et le début module à l'embouchure s'établit à 429 m3/s. La rivière est alimentée par un bassin versant d'une superficie de 19 580 km2.

## Vocation de la rivière

### Potentiel hydroélectrique
Le potentiel hydroélectrique de la rivière du Petit Mécatina est connu depuis plusieurs décennies. Hydro-Québec a mené plusieurs études au fil des ans afin d'en évaluer la pertinence de l'aménager. En 1985, le rapport du Bureau d'audiences publiques sur l'environnement (BAPE) sur le projet de centrale du Lac-Robertson cite un rapport commandé par Hydro-Québec qui soutient que la rivière jouit d'un potentiel aménageable de 3 990 MW. Dans son Plan stratégique 2004-2008, la société d'État évoque la possibilité d'aménager un potentiel de 1 500 MW sur la rivière, après la fin du projet de la Romaine.
L'intention du gouvernement du Québec se confirme lors du discours inaugural prononcé par le premier ministre Jean Charest, en mars 2009. Il annonce l'intention du gouvernement de harnacher la rivière dans un horizon d'une quinzaine d'années, une intention confirmée quelques mois plus tard dans le Plan stratégique 2009-2013 d'Hydro-Québec, qui entend amorcer l'avant-projet de deux centrales — Petit-Mécatina-3 et Petit-Mécatina-4, d'une puissance préliminaire de 1 200 MW — afin de déterminer la configuration finale de l'aménagement, les coûts ainsi que les impacts environnementaux.
En avril 2023, Hydro-Québec a annoncé réaliser des études préliminaires pour évaluer le potentiel hydroélectrique. Les études d’avant-projet serviront à déterminer la configuration finale ainsi que les coûts d'aménagement. Une évaluation des impacts environnementaux sera prévue aussi. Aucune construction de nouveaux barrages ne sera prévue avant 2050.

### Projet de parc national
Le ministère des Ressources naturelles et de la Faune étudiait au début du XXIe siècle la possibilité de créer un parc national dans une partie de la région, située à l'embouchure des rivières Étamamiou et Nétagamiou, du Petit Mécatina et du Gros Mécatina, entre Chevery et La Tabatière.